# Administrador de cuentas de seguridad
El administrador de cuentas de seguridad o SAM (del inglés Security Account Manager) es una base de datos almacenada como un fichero del registro en Windows NT, Windows 2000, y versiones posteriores de Microsoft Windows. Almacena las contraseñas de los usuarios en un formato con hash (seguro, cifrado). 